# جامعة كيب بريتون
جامعة كيب بريتون هي جامعة عامة في كندا، تأسست عام 1951. تقع في مدينة سيدني.

## إحصائيات
يبلغ عدد طلاب الجامعة 4,344 طالب، منهم 204 طالب دراسات عليا.